# چارلی مک‌دانل
چارلی مک‌دانل (انگلیسی: Charlie McDonnell؛ زادهٔ ۱ اکتبر ۱۹۹۰) یوتیوبر و کارگردان اهل بریتانیا است.